# Hapigiodes descimoni
Hapigiodes descimoni är en fjärilsart som beskrevs av Paul Thiaucourt 1979. Hapigiodes descimoni ingår i släktet Hapigiodes och familjen tandspinnare. Inga underarter finns listade i Catalogue of Life.